# Rebola
Rebola – miasto w Gwinei Równikowej, w północnej części wyspy Bioko, w prowincji Bioko Północne. W 2005 roku liczyło 5450 mieszkańców. Położone jest około 8 km na południowy wschód od stolicy kraju, Malabo.